# 색상 보정
색상 보정(컬러 캘리브레이션, color calibration)의 목적은 장치(입출력)의 색상 반응을 알려진 상태로 측정 및 조정하는 것이다. ICC(국제 컬러 협회) 용어에서 이는 장치의 추가 색상 특성화 및 이후 프로파일링의 기초이다. 비ICC 작업 흐름에서 보정은 때때로 표준 색 공간과의 알려진 관계를 한 번에 설정하는 것을 의미한다. 교정할 장치를 보정 소스(calibration source)라고도 한다. 표준으로 사용되는 색 공간을 보정 타깃(calibration target)이라고도 한다. 색상 보정은 색 관리 작업 흐름에 적극적으로 참여하는 모든 장치에 대한 요구 사항이며 TV 제작, 게임, 사진, 엔지니어링, 화학, 의학 등과 같은 많은 산업에서 사용된다.

## 같이 보기
- 감마 보정
- 컬러 차트
- 색 관리
- ICC 프로파일